# Kalyniwka (Fastiw)
Kalyniwka (ukrainisch Калинівка; russisch Калиновка Kalinowka) ist eine Siedlung städtischen Typs in der ukrainischen Oblast Kiew mit etwa 5200 Einwohnern (2019).

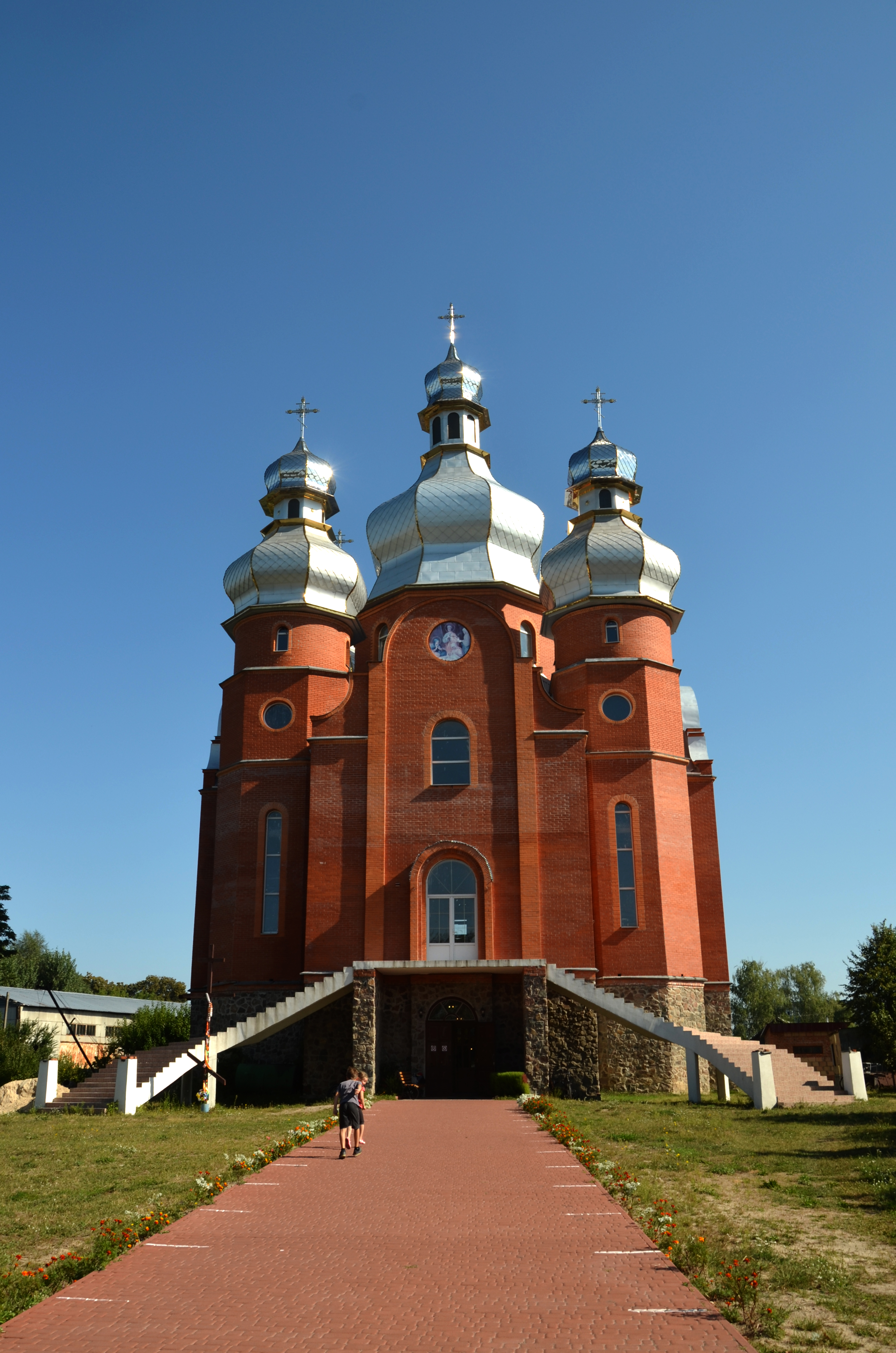
Kirche im Ort

Die Ortschaft liegt im Rajon Fastiw an der Fernstraße M 05/E 95 9 km nordwestlich vom ehemaligen Rajonzentrum Wassylkiw. Kalyniwka besitzt einen Bahnhof und erhielt 1957 den Status einer Siedlung städtischen Typs.

## Verwaltungsgliederung
Am 12. Juni 2020 wurde die Siedlung zum Zentrum der neugegründeten Siedlungsgemeinde Kalyniwka (Калинівська селищна громада/Kalyniwska selyschtschna hromada). Zu dieser zählen auch die 14 in der untenstehenden Tabelle aufgelisteten Dörfer, bis dahin bildete sie die gleichnamige Siedlungsratsgemeinde Kalyniwka (Калинівська селищна рада/Kalyniwska selyschtschna rada) im Nordwesten des Rajons Wassylkiw.
Am 17. Juli 2020 kam es im Zuge einer großen Rajonsreform zum Anschluss des Rajonsgebietes an den Rajon Fastiw.
Folgende Orte sind neben dem Hauptort Kalyniwka Teil der Gemeinde:
| Name                     | Name              | Name                                     |
| ukrainisch transkribiert | ukrainisch        | russisch                                 |
| ------------------------ | ----------------- | ---------------------------------------- |
| Bahryn                   | Багрин            | Багрин (Bagrin)                          |
| Bobryzja                 | Бобриця           | Бобрица (Bobriza)                        |
| Chleptscha               | Хлепча            | Хлепча                                   |
| Danyliwka                | Данилівка         | Даниловка (Danilowka)                    |
| Dibrowa                  | Діброва           | Диброва                                  |
| Koschuchiwka             | Кожухівка         | Кожуховка (Koschuchowka)                 |
| Lypowyj Skytok           | Липовий Скиток    | Липовый Скиток (Lipowy Skitok)           |
| Mala Soltaniwka          | Мала Солтанівка   | Малая Солтановка (Malaja Soltanowka)     |
| Plessezke                | Плесецьке         | Плесецкое (Plessezkoje)                  |
| Poradiwka                | Порадівка         | Порадовка (Poradowka)                    |
| Rulykiw                  | Руликів           | Руликов (Rulikow)                        |
| Skrypky                  | Скрипки           | Скрипки (Skripki)                        |
| Warowytschi              | Варовичі          | Варовичи (Warowitschi)                   |
| Welyka Soltaniwka        | Велика Солтанівка | Великая Солтановка (Welikaja Soltanowka) |